# Sophie Rundle
Sophie Rundle (High Wycombe; 1988. április 21. –) angol színésznő.
A Royal Academy of Dramatic Art egykori növendékeként Rundle főként televíziós műsorokban szerepel: ismert a BBC One Birmingham bandája, illetve a csatorna HBO-val koprodukcióban készült Gentleman Jack című történelmi drámasorozataiból. Játszott a szintén BBC által gyártott Testőrben, valamint feltűnt A Bletchley-kör című minisorozatban és a Sikersorozat című szituációs komédiában is.

## Élete és pályafutása
2007-ben debütált A birtok című brit horror-vígjátékban, Warwick Davis oldalán. 2012-ben a Titanic című négyrészes történelmi minisorozatban kapott szerepet. Ugyanebben az évben kezdett el vendégszerepelni a Sikersorozat című brit–amerikai szituációs komédiában, Matt LeBlanc és Stephen Mangan mellett. A sorozat a BBC Two és a Showtime csatornákon futott. 2012-ben feltűnt Mike Newell Szép remények című Dickens-adaptációjában is, melynek premierje a Torontói Nemzetközi Filmfesztiválon volt. A színésznő a Merlin kalandjai című brit fantasysorozatban is még ebben az évben vállalt szereplést. A 2012-ben indult, de 2014-ben megszüntetett A Bletchley-kör című misztikus drámasorozatban már főszerepet alakított.
2013-tól 2022-ig alakította a Birmingham bandája című brit bűnügyi témájú történelmi drámasorozatban Ada Shelbyt, akit vérségi kötelék fűz a két világháború között Birminghamben tevékenykedő Shelby-bűnszervezethez, mégis igyekszik távol tartani magát fiútestvérei kétes ügyleteitől. A többi szereplővel együtt eleinte neki is sok nehézséget okozott a Birminghamben használt brummie dialektus elsajátítása.

## Filmográfia

### Film
| Év   | Magyar cím                  | Eredeti cím          | Szerep  | Magyar hang   |
| ---- | --------------------------- | -------------------- | ------- | ------------- |
| 2007 | A birtok                    | Small Town Folk      | Heather |               |
| 2012 | Szép remények               | Great Expectations   | Clara   |               |
| 2014 | Angyali szemek              | The Face of an Angel | Hannah  | Rigler Renáta |
| 2020 | Az éjféli égbolt            | The Midnight Sky     | Jean    | Kereki Anna   |
| 2020 | Rose: Egy szerelmi történet | Rose                 | Rose    | Kelemen Kata  |

### Televízió
| Év        | Magyar cím         | Eredeti cím          | Szerep                           | Megjegyzések                                             |
| --------- | ------------------ | -------------------- | -------------------------------- | -------------------------------------------------------- |
| 2011      |                    | Garrow's Law         | Miss Casson                      | 1 epizód                                                 |
| 2012      |                    | Titanic              | Roberta Maioni                   | minisorozat (2 epizód)                                   |
| 2012      | Merlin kalandjai   | Merlin               | Sefa                             | 2 epizód                                                 |
| 2012–2014 | A Bletchley-kör    | The Bletchley Circle | Lucy                             | - minisorozat - főszereplő (7 epizód)                    |
| 2012–2014 | Sikersorozat       | Episodes             | Labia                            | visszatérő szereplő (5 epizód)                           |
| 2013      | Shetland           | Shetland             | Sophie                           | 2 epizód                                                 |
| 2013      |                    | Talking to the Dead  | Fiona Griffiths                  | főszereplő (2 epizód)                                    |
| 2013–2022 | Birmingham bandája | Peaky Blinders       | Ada Shelby                       | főszereplő                                               |
| 2014      | Hívják a bábát     | Call the Midwife     | Pamela Saint                     | 1 epizód                                                 |
| 2014      | Vidám vidék        | Happy Valley         | Kirsten McAskill                 | 2 epizód                                                 |
| 2015      |                    | Not Safe for Work    | Jenny                            | főszereplő                                               |
| 2015      | Váratlan vendég    | An Inspector Calls   | Eva Smith / Daisy Renton / Sarah | - tévéfilm - magyar hangja: - Gyöngy Zsuzsa              |
| 2015–2016 | Dickensian         | Dickensian           | Honoria Barbary                  | 20 epizód                                                |
| 2016      |                    | Brief Encounters     | Steph Kirke                      | - minisorozat - főszereplő (6 epizód)                    |
| 2017–2019 |                    | Jamestown            | Alice Sharrow                    | főszereplő (17 epizód)                                   |
| 2018      | Testőr             | Bodyguard            | Vicky Budd                       | főszereplő (6 epizód)                                    |
| 2019      | Városi legendák    | Urban Myths          | Diána hercegné                   | 1 epizód                                                 |
| 2019      |                    | Elizabeth is Missing | Susan "Sukey" Jefford            | tévéfilm                                                 |
| 2019–2022 | Gentleman Jack     | Gentleman Jack       | Ann Walker                       | - főszereplő (8 epizód) - magyar hangja: - Földes Eszter |
| 2020      |                    | The Nest             | Emily                            | főszereplő                                               |
| 2023      | A diplomata        | The Diplomat         | Laura Simmonds                   | főszereplő                                               |
| 2024      |                    | After the Flood      | PC Jo Marshall                   | főszereplő                                               |

## Fordítás
- Ez a szócikk részben vagy egészben  a   Sophie Rundle című angol Wikipédia-szócikk fordításán alapul.  Az eredeti cikk szerkesztőit annak laptörténete sorolja fel. Ez a jelzés csupán a megfogalmazás eredetét és a szerzői jogokat jelzi, nem szolgál a cikkben szereplő információk forrásmegjelöléseként.